# Кошицкий трамвай
Кошицкий трамвай — трамвайная система, действующая в г. Кошице, Словакия.
Планы строительства трамвайной сети в Кошице впервые были представлены в 1881 году. Однако первая линия конки была запущена 14 ноября 1891 года. Трасса была длиной 7,8 км и сразу имела стандартную ширину колеи (в то время большинство трамвайных сетей имели ширину колеи 1000 мм). Электрический трамвай начал эксплуатироваться 30 декабря 1913 года, но только грузовой. Пассажирские начали использоваться 28 февраля 1914 года.
В Кошице курсирет 15 трамвайных маршрутов, среди них: 7 обычных и 8 скоростных, которые курсируют между Кошице и металлургическим комбинатом USS.
Обычные маршруты: 2, 3, 4, 5, 6, 7 и 9
Скоростные маршруты: R1, R2, R3, R4, R5, R6, R7 и R8
Некоторые маршруты выполняют только несколько рейсов в сутки. Обслуживающее предприятие — Dopravný podnik mesta Košice.

## История

### Лошади и паровые трамваи
В Кошице общественный транспорт развивается более ста лет и, таким образом, является самым старым на территории Словакии. Первой важной датой стало 14 ноября 1891 года, когда был запущен первый участок линии трамваи с упряжкой. Вся линия от вокзала через Главный и Чрмелька улица на конечной возле ресторана Баранок в Чермельской долине протяженностью 5,1 км, в эксплуатации с мая следующего года. В дополнение к основной линии были построены три вспомогательных участка, предназначенные только для грузовых перевозок. Вся сеть Кошицкой линии была 7,8 км. Все дорожки имели нормальную колею, то есть 1435 мм. Транспортное предприятие Kassai közúti vasút (Кошицкие уличные дорожки). Состав состоял из 15 легковых  и нескольких грузовых трамваев.
7 июля 1893 года в эксплуатации появились паровые трамваи. Те постепенно заменили коней (в 1895 году),но невыгодно, потому  еще год была использована комбинированная система: Конские упряжки от вокзала к театру, далее в Чермельской долине продолжалась паровым трамваем. Было 7 паровых трамваев. Эта система была отменена путем электрификации дорожек в 1913 и 1914 годах.

### Электрические трамваи и первая половина 20 века
С возведением новых трасс, предназначенных для электрических трамваев, началось осенью 1912 года, работы завершились годом позже. Сначала начали ездить грузовые перевозки (от 30 декабря 1913 года), транспорт был запущен два месяца спустя, когда на смену коннице и паровым трамваем. Общая длина трасс составила 12,5 км. В работе было 18 моторных, 5 закрытых буксировки и 5 открытых буксировки автомобилей (плюс три грузовые дизельные автомобили и несколько грузовых буксировки). Они ездили по трем линиям:
- Железнодорожный вокзал – Главная улица- улица Коменского-Чрмель
- площадь освободителей - улица Кузьмани  - площадь марафона мира
- площадь освободителей-Фабрика Франка (недалеко от современного отеля Машинар).

После появления Чехословакии оператор переименовал себя в "Кошицкие электрические уличные трассы", а оригинальное венгерское название было оставлено. В межвоенный период операция уже практически не развилась, произошло лишь разжигание нескольких участков. Исключением стал новый монорельсовый участок от стадиона Локомотива до спа Аничка. Трамваи обслуживали все транспортные отношения и до 50x лет они были монопольным транспортным средством в городе.

### Вторая мировая война и период социализма
За венгерскую оккупацию трамвайный трафик застопорился. В конце войны, отступая немецкая армия уничтожила большую часть линий и станций и большинство трамвайных вагонов. После освобождения в 1945 году движение было восстановлено, трамваи которые не были так сильно повреждены войной, были возвращены на линии. Транспортное предприятие города Кошице было переименовано снова; новое название теперь было формой муниципального общественного транспортного бизнеса. Из-за расширения сети началось использование устаревшего транспорта, однако вскоре обновляюсь; сначала подержанных поездов из Праги и в дальнейшем новыми современными из Татры Смихов (Tatra T1 и Tatra T2). В 50 и 60 годы наступили в период наибольшего развития. В 1959 году начались операции на трассе по улице Божены Немцовой, через год была продлена трасса на Аничке до Яхановцев. В 1964 году была создана скоростная трасса на восточнословские железные заводы, а также отмена грузового трамвая. После сдачи метро в эксплуатацию транспортная компания уже с именем Dopravný предприятие towns Košíc решил купить трамваи они типа Tatra T3, те находятся в эксплуатации по сей день. Для целей крупномасштабной транспортировки сотрудников железных заводов эти транспортные средства были эксплуатированы в трехколесных наборах, что было редкостью в Чехословакии. 30. 10. 1978 была одина из крупнейших аварий общественного транспорта в Чехословакии, в аварии на линии № 6 погибли 9 человек, 10 были сильно ранены и 80 слегка. По данным расследования, водитель виноват в неправильном стиле вождения и недооценке инерционных сил полностью заполненных вагонов на пути под гору. В 80 через несколько лет он построил несколько треков в поселениях над джазером и красивой и вдоль Аллейной улицы. В 1986 году движение по трассе, ведущей по главной улице, было перенесено на трассу на параллельной улице Кузьмани. Это должно было быть временное решение, потому что причиной этого переезда была реконструкция купола Святого Елизаветы. Тем не менее, возвращение трамвая на главную улицу больше не произошло.

### Изменения в 90 годах
Чтобы система работала до 1996 года, когда был в транспортной компании (после преобразования в 1994 году в акционерное общество) заставили отменить операции трёхвагонных поездов из причин высоких эксплуатационных расходов. После падения коммунизма также появились трамваи типов Tatra Kt8d5 и Tatra T6A5, но уровень всей загруженность начал падать. Причиной этого были более низкие субсидии из-за переноса всех расходов в город, что также привело к увеличению тарифов. Отсутствие средств проявляется даже на некоторых поездах, из которых они были удалены, например, камера заднего вида сигнальные лампы из ведущих машин комплектов и отражатели зеркал автомобиля из задних, из кабины водителя,  как правило, убрално много компонентов, в результате чего стали отдельно нефункциональны и де-факто прицепными.

## Настоящее время

### Подвижный состав
В 1992 году была проведена большая поставка новых автомобилей, двадцати двух трамваев типа Tatra T6a5. На протяжении многих лет в типе Tatra Kt8d5 были отремонтированы трамваи типа Tatra Kt8d5r.N2 со встроенным средним малоэтажным звеном. С 2000 по 2001 год один t3sucs, поставляемый в 1983 году, был реконструирован до типа Tatra T3mod с асинхронными двигателями, дополнен информационной системой и новым интерьером. Однако из-за частой неисправности этот автомобиль в настоящее время не вмешивался в регулярную работу и был отлучен в автотранспорте. В 2010 году было запущено около 77 вагонов типа Tatra T3, которые были постепенно выведены из строя. Из этого числа 70 трамваев были подтипом Tatra T3sucs и семь автомобилей Tatra T3SU. После продажи в Мишкольце в Кошице осталось тринадцать  серии Tatra Kt8d5 и еще шесть отремонтированных Татр Kt8d5r.N2. Автопарк дополняет 29 Tatra T6A5. В 2011 году была в Кошице доставлен один новый трамвай VarioLF, на что в годы 2014-2018 г. поставка 46 единиц совмещённых трамваев VarioLF2 плюс.

### Путь
В Кошице находится около 34 километров трамвайных маршрутов, из которых самый длинный, примерно одиннадцать километров в длину ведет к кампусу железных заводов. Этот путь используется в качестве скоростна́я ли́ния его максимальная расчетная скорость 65 км/ч и практическая скорость на линии 50-62 км/ч. Через биржи назначается скорость 30 км/ч. Другие трассы расположены по кругу вокруг более широкого центра города и систематически связаны с большим населенным пунктом. Летом 2010 года прошла реконструкция очень подвергаются пересечения со Спортивным залом и готовится реконструкция трассы у Námestia Osloboditeľov.

### Трафик
Трамваи не являются спинальной системой общественного транспорта, что соответствует относительно длительным интервалам линий. Трамваи работают как ежедневный транспорт в пределах от 5 часов утра до 11 часов вечера. Ночной транспорт обеспечивается только тремя автобусными маршрутами и одной линией троллейбуса. В дневном движении есть семь городских линий, которые несут числовые обозначения от двух до семи и девять линий. Эти линии дополняют восемь линий, обозначенных буквой R, которые соединяют центр города Кошице с комплексом  металлургического комбината. На этом направлении действует специальный тариф и в полном объеме только в период изменений смен в VSŽ, вне exponovaného времени только несколько соединений,линии R1 и R7. От остановки Optima каждые полчаса на трамвае до входной зоны U. Эс. Сталь.s. Steel /Vsž,vychodoslovenské železiarne/).

## Трамвайное депо
Все вагоны расположены в одном депо на Бардеевской улице, которое также является местом расположения транспортной компании. Vozovna на kolejovou сеть напоил двух выходов, основная короткая соединительные пути, ведущие Bardejovskou улице, что на улице Словацкого национального восстания между остановкой Bernolákova и Spoločenský павильон. Это соединение используется только для взлетов и падений, за исключением линии R6, которая выходит на маршрут прямо из кампуса. Резервное подключение с kolejovou сетей vyvedeno из задней части депо с привязкой к пути между круговой перекресток Молдавской и остановкой ТЦ Оптима, которая продолжается и дальше, как rychlodráha до металлургического комбината.

## Будущее
Планируется создание интегрированной транспортной системы, в рамках которой планируется строительство новых трамвайных линий и их связи на железной дороге. Вся акция должна стоить 2,8 миллиарда СК.

## Транспортный парк
В апреле 2016 года  пассажирскими были следующие типы:
| Тип           | Модификация                  | Годы поставок         | Количество (15.09.16) |
| ------------- | ---------------------------- | --------------------- | --------------------- |
| Tatra KT8D5   | Tatra KT8D5, Tatra KT8D5R.N2 | 1986–1991 (1986–1991) | 19                    |
| Tatra T6A5    | Tatra T6A5                   | 1992–1993 (1992–1993) | 29                    |
| VarioLF       | VarioLFR.S                   | 2011 (2011)           | 1                     |
| VarioLF2 plus | VarioLF2 plus                | 2014–2018 (2014–2018) | 46                    |